# Дайдала

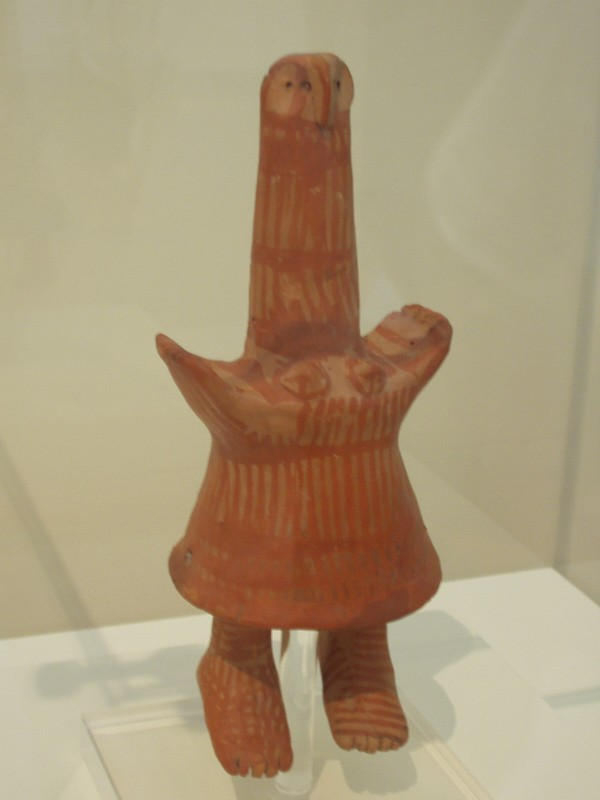
Фігурка дайдали, яка була талісманом для Олімпійських ігор 2004 року (Національний археологічний музей, Афіни)

Дайдала — це тип скульптури, що приписується легендарному грецькому художнику Дедалу, який в легенді пов'язаний як з Критом бронзової доби, так і з найдавнішим періодом древньої скульптури в епоху бронзи. Легенди про Дедала визнають його і як людину, і як міфічного героя. Він був відомим винахідником агальматів, статуй богів, які мали відкриті очі і рухливі кінцівки. Ці статуї були настільки життєвими, що Платон зауважив про їхню дивовижну і неспокійну рухливість, що було досягнуто специфічною технікою.
Письменник Павсаній гадав, що дерев'яні фігурки ще до часу Дедала називали «дайдала».
Альберто Перес-Гомес вважав, що назва «Daedalus», є більш відповідною як варіант грецького слово «daidala», яке зустрічається в древній літературі як доповнення дієслова «робити», «виготовляти», «кувати», «ткати», «ставити на» або «бачити».
Дедалістська скульптура є демонстрацією орієнталізуючого стилю грецького мистецтва. Орієнталізація особливо помітна в голові з волоссям чи перукою, має трикутне обличчя, великі очі та видатний ніс (Східний стиль). Крім того, волосся зазвичай утворюють два трикутники, спрямовані вгору з обох боків обличчя. Жіноче тіло досить плоско геометричне, з високою талією і безформним драпіруванням. Рання скульптура, що демонструє ці атрибути, відома як «едалійська»; її використовували для фігурок, на глиняних табличках, в рельєфних прикрасах на вазах. Він мав помітний вплив на Пелопоннесі, Криті дорійського періоду та Родосі.
Скульптури дайдала прикрашали храм Гери в Керкірі.